# Bazzania reflexa
Bazzania reflexa là một loài rêu tản trong họ Lepidoziaceae. Loài này được (Gottsche) Stephani miêu tả khoa học lần đầu tiên năm 1891.